# Segreteria di Stato per le Colonie

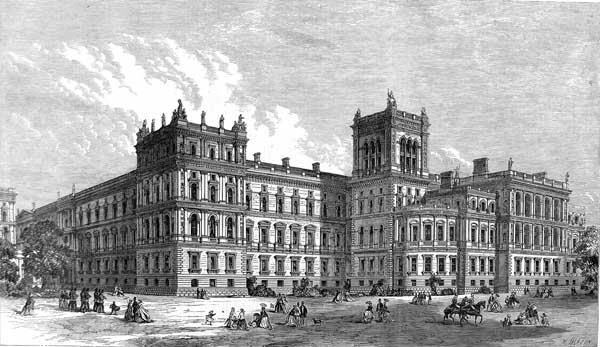
La sede centrale di Whitehall dei Ministeri degli Esteri, dell'India, degli Interni e delle Colonie nel 1866. A quel tempo era occupata da tutti e quattro i dipartimenti governativi; attualmente serve un unico dipartimento, ora denominato Ministero degli Esteri, del Commonwealth e dello Sviluppo

La Segreteria di Stato per le colonie o Ministero delle colonie (meglio nota con l'appellativo di Colonial Office) fu il dicastero incaricato del controllo delle varie colonie britanniche sparse per il mondo.

## Storia
Tale Ministero venne creato nel 1768 per trattare con le colonie nordamericane che iniziavano a dare sempre più problemi. In precedenza queste problematiche ricadevano sotto la responsabilità della Segretaria di Stato per i dipartimenti meridionali, che si interessava del Sud dell'Inghilterra, del Galles, dell'Irlanda, delle colonie americane e dei i rapporti con gli stati cattolici e musulmani d'Europa.
Nel 1782, dopo la perdita delle colonie americane, l'ufficio venne abolito e le relative funzioni trasferite all'allora segretario di Stato per gli affari domestici, Lord Sydney.
Nel 1794 venne creato un nuovo dicastero, con a capo Henry Dundas — Segretario di Stato per la guerra, che nel 1801 prese il nome di Segreteria di Stato per la guerra e le colonie. Nel 1854, si arrivò alla riforma e alla divisione di quest'ultimo in due dicasteri separati con a capo George Grey a ricoprire l'incarico di primo (in ordine cronologico) "Segretario di Stato per le colonie".
Dal 1768 al 1966 il segretario di Stato fu coadiuvato nel suo lavoro da un sottosegretario di Stato per le colonie (in precedenza sottosegretario di Stato per la guerra e le colonie), e successivamente da un ministro di Stato.
Nel 1966 con l'Impero britannico ormai quasi completamente smantellato tale ministero fu unito a quello di Segretario di Stato per le relazioni del Commonwealth per dare vita al Segretario di Stato per gli affari del Commonwealth.
Nel 1968 il Commonwealth Office venne inglobato nel Foreign Office, cambiando la propria denominazione in Foreign and Commonwealth Office.

## Segretari di Stato per le Colonie

### Segretari di Stato per le Colonie (1768 al 1782)
| Segretario                              | Inizio incarico  | Fine incarico    | Governo | Monarca     |
| --------------------------------------- | ---------------- | ---------------- | ------- | ----------- |
| Wills Hill, I marchese del Downshire    | 27 febbraio 1768 | 27 agosto 1772   | Grafton | Giorgio III |
| Wills Hill, I marchese del Downshire    | 27 febbraio 1768 | 27 agosto 1772   | North   | Giorgio III |
| William Legge, II conte di Dartmouth    | 27 agosto 1772   | 10 novembre 1775 |         | Giorgio III |
| George Germain, I visconte di Sackville | 10 novembre 1775 | febbraio 1782    |         | Giorgio III |
| Welbore Ellis, I barone di Mendip       | febbraio 1782    | 8 marzo 1782     |         | Giorgio III |

### Segretari di Stato per le Colonie (1854 al 1966)
| Segretario                                                                       | Inizio incarico  | Fine incarico     | Governo                           | Monarca                       |
| -------------------------------------------------------------------------------- | ---------------- | ----------------- | --------------------------------- | ----------------------------- |
| George Grey, II baronetto                                                        | 12 giugno 1854   | 8 febbraio 1855   | Aberdeen                          | Vittoria                      |
| Sidney Herbert, I barone di Lea                                                  | 8 febbraio 1855  | 23 febbraio 1855  | Palmerston 1                      | Vittoria                      |
| John Russell, I conte di Russell                                                 | 23 febbraio 1855 | 21 luglio 1855    | Palmerston 1                      | Vittoria                      |
| William Molesworth, VII baronetto                                                | 21 luglio 1855   | 21 novembre 1855  | Palmerston 1                      | Vittoria                      |
| Henry Labouchere, I barone di Taunton                                            | 21 novembre 1855 | 21 febbraio 1858  | Palmerston 1                      | Vittoria                      |
| Edward Stanley, XV conte di Derby                                                | 26 febbraio 1858 | 5 giugno 1858     | Derby–Disraeli 2                  | Vittoria                      |
| Edward Bulwer-Lytton                                                             | 5 giugno 1858    | 11 giugno 1859    | Derby–Disraeli 2                  | Vittoria                      |
| Henry Pelham-Clinton, V duca di Newcastle                                        | 18 giugno 1859   | 7 aprile 1864     | Palmerston 2                      | Vittoria                      |
| Edward Cardwell, I visconte di Cardwell                                          | 7 aprile 1864    | 26 giugno 1866    | Palmerston 2                      | Vittoria                      |
| Edward Cardwell, I visconte di Cardwell                                          | 7 aprile 1864    | 26 giugno 1866    | Russel 2                          | Vittoria                      |
| Henry Herbert, IV conte di Carnarvon                                             | 6 luglio 1866    | 8 marzo 1867      | Derby–Disraeli 3                  | Vittoria                      |
| Richard Temple-Nugent-Brydges-Chandos-Grenville, II duca di Buckingham e Chandos | 8 marzo 1867     | 1 dicembre 1868   | Derby–Disraeli 3                  | Vittoria                      |
| George Leveson-Gower, II conte di Granville                                      | 9 dicembre 1868  | 6 luglio 1870     | Gladstone 1                       | Vittoria                      |
| John Wodehouse, I conte di Kimberley                                             | 6 luglio 1870    | 17 febbraio 1874  | Gladstone 1                       | Vittoria                      |
| Henry Herbert, IV conte di Carnarvon                                             | 21 febbraio 1874 | 4 febbraio 1878   | Disraeli 2                        | Vittoria                      |
| Michael Hicks Beach, I conte di St Aldwyn                                        | 4 febbraio 1878  | 21 aprile 1880    | Disraeli 2                        | Vittoria                      |
| John Wodehouse, I conte di Kimberley                                             | 21 aprile 1880   | 16 dicembre 1882  | Gladstone 2                       | Vittoria                      |
| Edward Stanley, XV conte di Derby                                                | 16 dicembre 1882 | 9 giugno 1885     | Gladstone 2                       | Vittoria                      |
| Frederick Stanley, XVI conte di Derby                                            | 24 giugno 1885   | 28 gennaio 1886   | Salisbury 1                       | Vittoria                      |
| George Leveson-Gower, II conte di Granville                                      | 6 febbraio 1886  | 20 luglio 1886    | Gladstone 3                       | Vittoria                      |
| Edward Stanhope                                                                  | 3 agosto 1886    | 14 gennaio 1887   | Salisbury 2                       | Vittoria                      |
| Henry Holland, I visconte di Knutsford                                           | 14 gennaio 1887  | 11 agosto 1892    | Salisbury 2                       | Vittoria                      |
| George Robinson, I marchese di Ripon                                             | 18 agosto 1892   | 21 giugno 1895    | Gladstone 4                       | Vittoria                      |
| George Robinson, I marchese di Ripon                                             | 18 agosto 1892   | 21 giugno 1895    | Rosebery                          | Vittoria                      |
| Joseph Chamberlain                                                               | 29 giugno 1895   | 16 settembre 1903 | Governi Salisbury 3 e Salisbury 4 | Vittoria                      |
| Joseph Chamberlain                                                               | 29 giugno 1895   | 16 settembre 1903 | Governi Salisbury 3 e Salisbury 4 | Edoardo VII                   |
| Alfred Lyttelton                                                                 | 11 ottobre 1903  | 4 dicembre 1905   | Balfour                           |                               |
| Victor Bruce, IX conte di Elgin                                                  | 10 dicembre 1905 | 12 aprile 1908    | Campbell-Bannerman                |                               |
| Robert Crewe-Milnes                                                              | 12 aprile 1908   | 3 novembre 1910   | Asquith 1                         |                               |
| Robert Crewe-Milnes                                                              | 12 aprile 1908   | 3 novembre 1910   | Asquith 1                         | Giorgio V del Regno Unito     |
| Lewis Harcourt, I visconte di Harcourt                                           | 3 novembre 1910  | 25 maggio 1915    | Asquith 2                         |                               |
| Andrew Bonar Law                                                                 | 25 maggio 1915   | 10 dicembre 1916  | Governo di coalizione Asquith     |                               |
| Walter Long, I visconte di Long                                                  | 10 dicembre 1916 | 10 gennaio 1919   |                                   |                               |
| Alfred Milner, I visconte di Milner                                              | 10 gennaio 1919  | 13 febbraio 1921  |                                   |                               |
| Winston Churchill                                                                | 13 febbraio 1921 | 19 ottobre 1922   |                                   |                               |
| Victor Cavendish, IX duca di Devonshire                                          | 24 ottobre 1922  | 22 gennaio 1924   |                                   |                               |
| James Henry Thomas                                                               | 22 gennaio 1924  | 3 novembre 1924   |                                   |                               |
| Leo Amery                                                                        | 6 novembre 1924  | 4 giugno 1929     |                                   |                               |
| Sidney Webb, I barone di Passfield                                               | 7 giugno 1929    | 24 agosto 1931    |                                   |                               |
| James Henry Thomas                                                               | 25 agosto 1931   | 5 novembre 1931   |                                   |                               |
| Philip Cunliffe-Lister, I conte di Swinton                                       | 5 novembre 1931  | 7 giugno 1935     |                                   |                               |
| Malcolm MacDonald                                                                | 7 giugno 1935    | 22 novembre 1935  |                                   |                               |
| James Henry Thomas                                                               | 22 novembre 1935 | 22 maggio 1936    |                                   | Edoardo VIII del Regno Unito  |
| William Ormsby-Gore, IV barone di Harlech                                        | 28 maggio 1936   | 16 maggio 1938    |                                   | Giorgio VI del Regno Unito    |
| Malcolm MacDonald                                                                | 16 maggio 1938   | 12 maggio 1940    |                                   | Giorgio VI del Regno Unito    |
| George Lloyd, I barone di Lloyd                                                  | 12 maggio 1940   | 4 febbraio 1941   |                                   | Giorgio VI del Regno Unito    |
| Walter Guinness, I barone di Moyne                                               | 8 febbraio 1941  | 22 febbraio 1942  |                                   | Giorgio VI del Regno Unito    |
| Robert Gascoyne-Cecil, V marchese di Salisbury                                   | 22 febbraio 1942 | 22 novembre 1942  |                                   | Giorgio VI del Regno Unito    |
| Oliver Stanley                                                                   | 22 novembre 1942 | 26 luglio 1945    |                                   | Giorgio VI del Regno Unito    |
| George Hall, I visconte di Hall                                                  | 3 agosto 1945    | 4 ottobre 1946    |                                   | Giorgio VI del Regno Unito    |
| Arthur Creech Jones                                                              | 4 ottobre 1946   | 28 febbraio 1950  |                                   | Giorgio VI del Regno Unito    |
| Jim Griffiths                                                                    | 28 febbraio 1950 | 26 ottobre 1951   |                                   | Giorgio VI del Regno Unito    |
| Oliver Lyttelton, I visconte di Chandos                                          | 28 ottobre 1951  | 28 luglio 1954    |                                   | Elisabetta II del Regno Unito |
| Alan Lennox-Boyd, I visconte Boyd di Merton                                      | 28 luglio 1954   | 14 ottobre 1959   |                                   | Elisabetta II del Regno Unito |
| Iain Macleod                                                                     | 14 ottobre 1959  | 9 ottobre 1961    |                                   | Elisabetta II del Regno Unito |
| Reginald Maudling                                                                | 9 ottobre 1961   | 13 luglio 1962    |                                   | Elisabetta II del Regno Unito |
| Duncan Sandys                                                                    | 13 luglio 1962   | 16 ottobre 1964   |                                   | Elisabetta II del Regno Unito |
| Tony Greenwood, barone Greenwood di Rossendale                                   | 18 ottobre 1964  | 23 dicembre 1965  |                                   | Elisabetta II del Regno Unito |
| Frank Pakenham, VII conte di Longford                                            | 23 dicembre 1965 | 6 aprile 1966     |                                   | Elisabetta II del Regno Unito |
| Frederick Lee, barone Lee di Newton                                              | 6 aprile 1966    | 1º agosto 1966    |                                   | Elisabetta II del Regno Unito |